# 侯繼明
侯繼明（英語：Chi-ming Hou, 1924年12月3日—1991年8月22日），美國經濟學家，生前曾任柯蓋德大學教授、哈佛大學研究員等。

## 生涯
出生於河北。1945年獲輔仁大學法學士學位，1949年獲美國俄勒岡大學碩士學位，1954年獲哥倫比亞大學博士學位。
自1956年以來，他先後擔任紐約的柯蓋德大學的Charles A. Dana教授、經濟學系主任、社會科學院院長等職。他還曾是布魯金斯學會的研究教授（1965年－1966年）和哈佛大學中國經濟學研究研究員（1959年－1962年）。
1970至71年間，他在臺灣擔任傅爾布萊特學者（Fulbright Lecturer）。1981年起，擔任中華經濟研究院客座高級研究員。

## 影響
侯繼明的代表作是《Foreign Investment Economic Development in China 1840-1937》，他也是名列馬奎斯世界名人錄的經濟學教育家。此外，他曾與蔣碩傑、宗先共同研究台灣的產業升級策略，也曾與林全等人合著論文。
- 美國經濟學會（AEA）會員
- 亞洲研究協會（AAS）會員

## 外部連結
- Chi-Ming Hou | American Enterprise Institute - AEI （页面存档备份，存于）
- Foreign Investment and Economic Development in China, 1840-1937 — Chi-ming Hou | Harvard University Press （页面存档备份，存于）